# Anurida thalassophila
Anurida thalassophila är en urinsektsart som först beskrevs av Bagnall 1939.  Anurida thalassophila ingår i släktet Anurida, och familjen Neanuridae. Arten är reproducerande i Sverige.